# 492 TCN
492 TCN là một năm trong lịch La Mã.